# 池尻殿
池尻殿（いけがみどの / いけじりどの、? - 応永33年8月21日（1426年9月22日））は、室町時代前期の女性。室町幕府第3代将軍・足利義満の側室、日野資康の室で日野康子、日野重光、烏丸豊光の母。両者を同一人物とする説も、別人とする説もある。

## 足利義満の側室
『吉田家日次日記』に、義満の「愛妾」池尻殿が、応永8年3月19日（1401年5月2日）に女児（名前、誰なのかは不明）を産んだことが記されている。実父は不明で、義満に仕えた遁世者とみられる三上泉阿の養女であった。また、応永10年（1403年）11月18日にも男子・虎山永隆を産んでいる。

## 日野資康の室
『教言卿記』によると、応永14年（1407年）1月に、日野康子・日野重光らの母である池尻殿が従三位に叙されている。義満四十九日の諷誦文を捧げた「池尻三品禅尼慈隆」は、この日野資康室。応永33年8月21日死去した（『薩戒記』）。
なお、応永31年（1424年）に資康の「妾」で、足利義持正室日野栄子の母、西向殿と呼ばれる女性が70歳で没しているが、これは別人と考えられる。

## 同一人物説と別人説
池尻殿という一致した呼称から、当初日野資康の室であり、康子・重光・豊光らを産み、元中7年/明徳元年（1390年）に資康が死去すると、康子の生母である縁を利用して義満に近づきその側室となった考える説がある一方、池尻殿が男子を産んだ応永10年には、日野康子は35歳に達しており、50歳を超えるであろうその母が子を産むことは不可能と思われることから、別人と考える説もある。
ただ、池尻殿の産んだ男子虎山永隆は、日野重光に養育されており、日野家との縁が深かったことが窺える。